# Kami Craig
Pour les articles homonymes, voir Craig.
Kami Craig, née le 21 juillet 1987 à San Luis Obispo (Californie), est une poloïste américaine. Lors des Jeux olympiques d'été de 2012 elle a remporté la médaille d'or et lors de ceux de 2008 la médaille d'argent.

## Palmarès
- Jeux olympiques d'été de 2016
  -  médaille d'or au tournoi olympique
- Jeux olympiques d'été de 2012
  -  médaille d'or au tournoi olympique

- Jeux olympiques d'été de 2008
  -  médaille d'argent au tournoi olympique